# Polycelis felina
Polycelis felina és una espècie de triclàdide planàrid que habita a l'aigua dolça d'Europa i d'Àfrica del Nord.

## Descripció
Els individus adults de P. felina arriben a mesurar fins a 2 mm de longitud, tot i que normalment fan uns 12 mm de llargària. El cap presenta una forma marcadament convexa i presenta dos tentacles punxeguts de mida variable un a cada costat. Una filera formada per nombrosos ulls es distribueix al voltant del cap i al llarg dels marges del terç anterior del cos. La superfície ventral del cos és més pàl·lida que la dorsal.